# Władysław Lipczak
Władysław Piotr Lipczak (ur. 6 czerwca 1947 w Szyszkowie, zm. 14 marca 2001 w Oleśnie) – polski polityk, lekarz weterynarii, senator III kadencji.

## Życiorys
W 1973 ukończył studia weterynaryjne w Akademii Rolniczej we Wrocławiu. Od 1979 pracował w Zakładzie Patologii Doświadczalnej Polskiej Akademii Nauk, gdzie w 1987 obronił doktorat. W latach 1974–1990 kierował państwowym zakładem leczniczym zwierząt.
Działał w Zjednoczonym Stronnictwie Ludowym, w 1989 bez powodzenia kandydował do Sejmu. Wykonywał mandat radnego Gorzowa Śląskiego. W latach 1993–1997 z rekomendacji Polskiego Stronnictwa Ludowego zasiadał w Senacie, reprezentując województwo częstochowskie. Był członkiem Komisji Rolnictwa oraz Komisji Spraw Emigracji i Polaków za Granicą.
Odznaczony Krzyżem Kawalerskim Orderu Odrodzenia Polski (1999).